# Хабомай
Острови́ Хабома́й (яп. 歯舞群島, はぼまいぐんとう, МФА: [habomai̯ guntoː]) — острівна група в північній частині Тихого океану. Складова Японського архіпелагу, частина Південної Курильської гряди. Геологічно — продовження півострова Немуро острова Хоккайдо. До 1945 року належали Японії. З 1945 року перебувають під окупацією Росії. Одна зі спірних Північних територій між Японією і Росією. За японським адміністративним поділом належать місту Немуро префектури Хоккайдо. До складу якого були приєднані 1 квітня 1959 року. За російським поділом належать до Южно-Курильського міського округу Сахалінської області. У російській географічній традиції разом з островом Шикотан складають Малу Курильську гряду. Відділені від о. Хоккайдо Радянською протокою. Найбільший острів Зелений займає 59 % території.

## Значення та використання назви
Назва архіпелагу походить від айнського слова «Абомай», що означає «місце, де дрейфує крига». Наприкінці 19 століття називалися островами Ґойомай (珸瑶瑁, ごようまい).
Останнім часом в російському суспільсьстві є активна дискусія стосовно назви островів.Так як назва — не російська. Так, в постанові Сахалінської обласної думи від 18.02.1999 р. відзначалось, що назва "Хабомаи" використовувалась в низці російсько-японських угод 1998 р., що привело до широкого використання цієї назви в російських ЗМІ. 
- 1. вимагала вважати неприпустимим використання такого роду японських географічних назв у російських офіційних документах та засобах масової інформації;
- 2. запропонувала внести відповідні зміни до російсько-японських договорів

Відповідаючи на таку критику, міністр закордонних справ Росії Ігор Іванов пояснив, що назва «Хабомаи» була використана «… у Спільній Декларації СРСР та Японії від 19 жовтня 1956 року, яка була ратифікована Верховною Радою СРСР і є чинним міжнародним договором. Оскільки міжнародні договори мають пріоритет перед внутрішнім законодавством, назва „Хабомаї“ надалі неодноразово використовувалася в офіційних російсько-японських документах»
Влітку 2006 року ІА "Sakh.com" розповіло про ситуацію, коли використання назви "Хабомаї" на вебсайті було визнано адміністративним правопорушенням, за яке з керівника сайту було стягнуто штраф у розмірі 30 МРОТ (3000 рублів). 

## Острови
| Українською     | Японською  | Російською    | Айнською (із походженням назви)                                                         | Площа, км² | Найвища висота, м | Північна широта, N | Східна довгота, E | Відстань до Хоккайдо (м. Носаппу), км . | Примітки          |
| --------------- | ---------- | ------------- | --------------------------------------------------------------------------------------- | ---------- | ----------------- | ------------------ | ----------------- | --------------------------------------- | ----------------- |
| Акіюрі          | 秋勇留島   | о. Анучина    | アキ・ユリ (Акі Юрій) → Молодший брат Юрі                                               | 5          | 33                | 43°21'             | 146°00'           | 13.7                                    | Є скеля Дивовижна |
| Одоке           | オドケ島   | о. Рифовый    |                                                                                         | 0.001      | 3.6               | 43°23'             | 145°52'           |                                         | Банка Небезпечна  |
| Кайґара         | 貝殻島     | о. Сигнальный | カイ・カ・ラ・イ (Кай Ка Ра Й) → Хвиля, вершина, низька, річ <скельний риф>             | 0,0007     | 2                 | 43°23'             | 145°51'           | 3,7                                     | Банка Небезпечна  |
| Моемошірі       | 萌茂尻島   | о. Сторожевой | モイ・モ・シリ (Моі Мо Сірі) → Тихий острів хвиль                                       | 0.07       | 11.8              | 43°23'             | 145°53'           | 6                                       | Банка Небезпечна  |
| Шібоцу          | 志発島     | о. Зелёный    | 「シペ・オッ (Шіпе-о-цу) → Де водяться зграї лососів                                    | 58.3       | 45                | 43°29'             | 146°09'           | 25.5                                    |                   |
| Суйшьо          | 水晶島     | о. Танфильева | 「シ・ショウ (Ші Шо Окі) → Велика гола скеля                                            | 12,1       | 15                | 43°26'             | 145°55'           | 7,2                                     |                   |
| Тараку          | 多楽島     | о. Полонского | トララ・ウク (Торара Уку) → Шкіряний ремінь / взяти → Острів, щоб взяти шкіряний ремінь | 11.69      | 25                | 43°37'             | 146°19'           | 45,5                                    | Є скеля Чайка     |
| Харукарі-Мошірі | 春苅茂尻島 | о-ва Дёмина   | ハル・カル・コタン (Хару кару Котан) → Кардіокрінум кардіфолія (збирання їх)            | 0.59       | 34                | 43°25'             | 146°10'           | бл. 27                                  |                   |
| Юрі             | 勇留島     | о. Юрий       | 「ユウロ（Юро）→ У ньому багато бакланів → Острів Уно, «або» Уриль (Острів Уно)         | 10         | 44                | 43°25'             | 146°04            | 16                                      |                   |

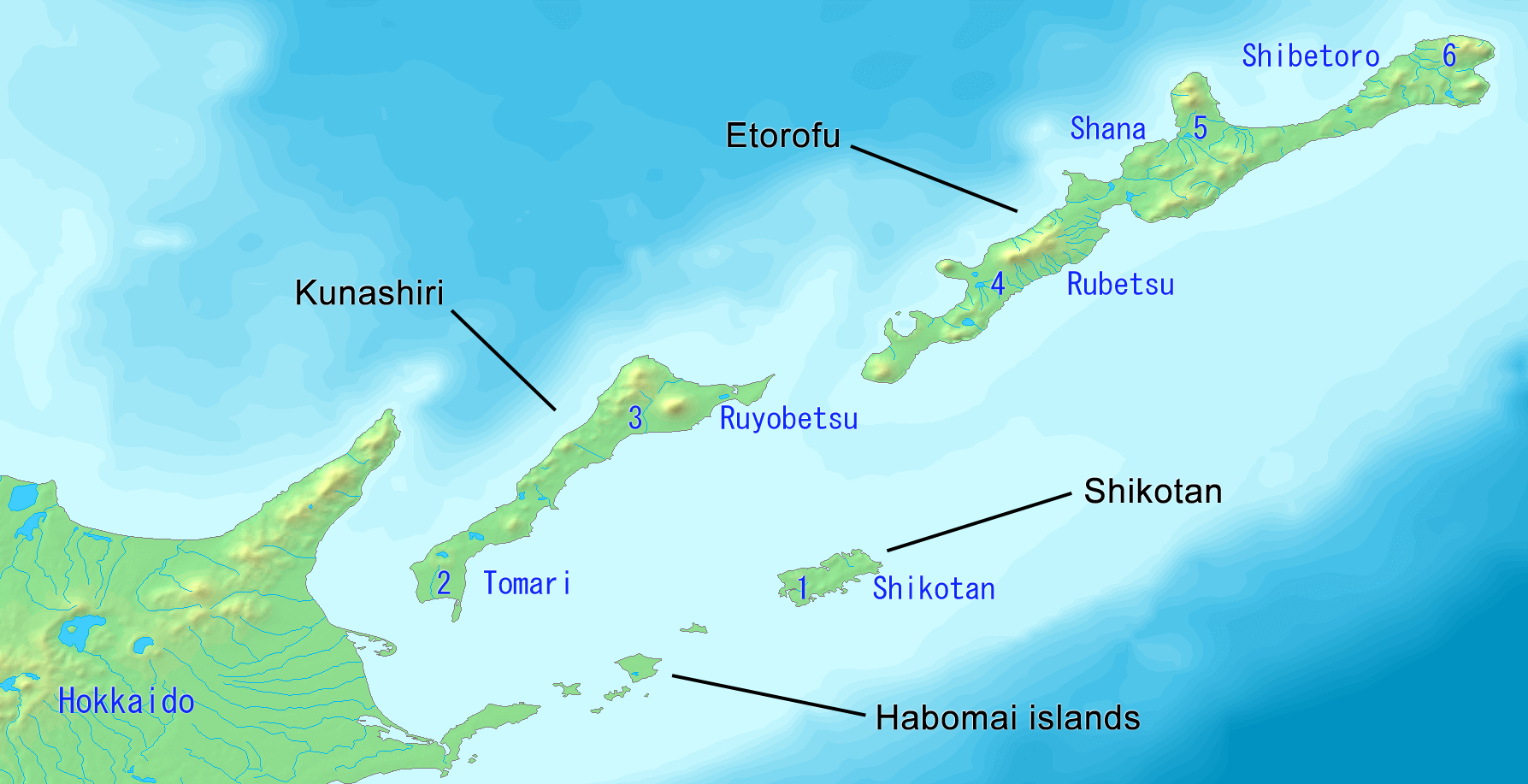
Острови Хабомай (Habomai islands) на фоні Південних Курил

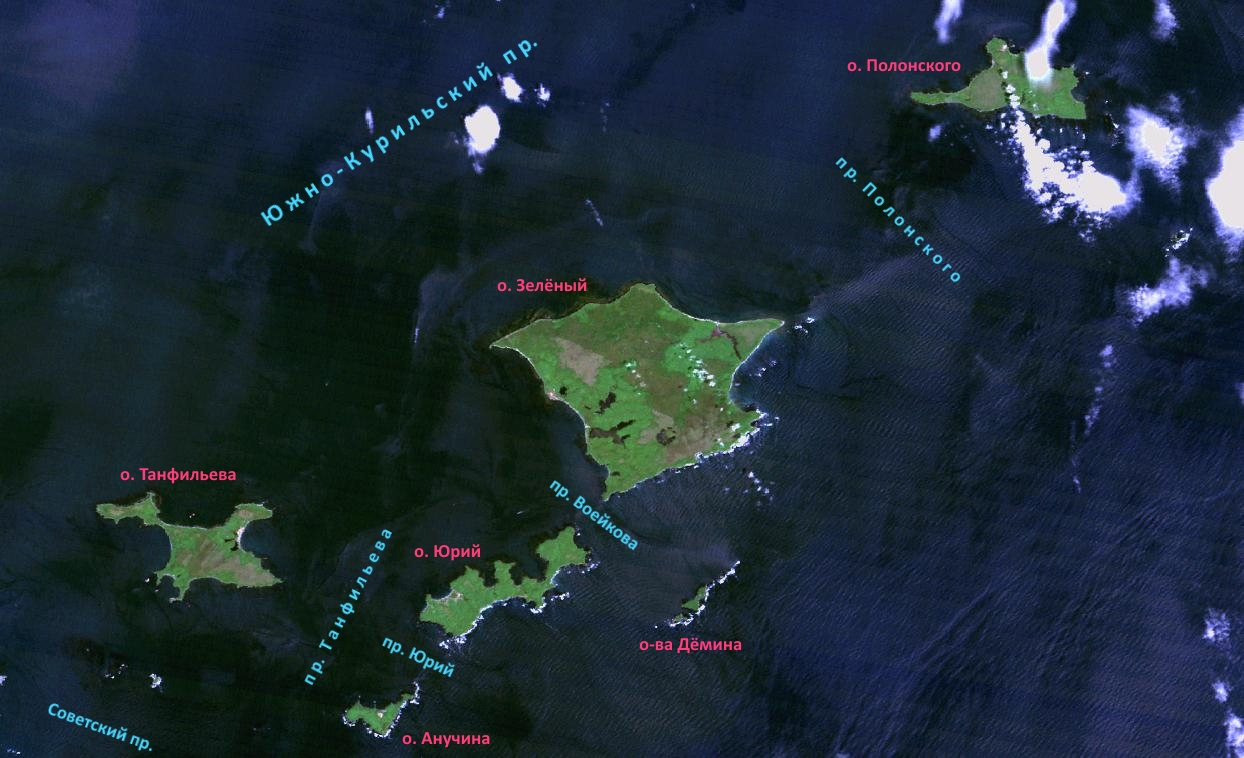
Острови Хабомай із супутнику

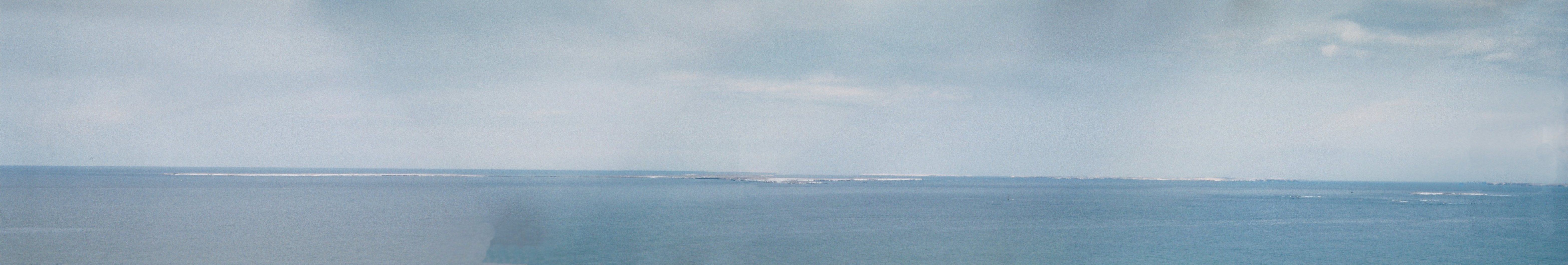
Вид з півостріва Немуро (мис Носаппу) 26 березня 2005 р.

До списку не увійшли: острови Кайба, Кабу, Кабуто (або острови Шишки) зі скелею Свіча, Острови Лисі (зі скелею Парус), острови Осколки (зі скелями Кіра й Печерна).

## Галерея

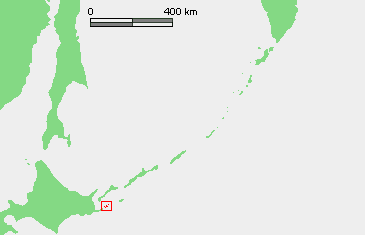
Острови Хабомай на карті Курильських островів
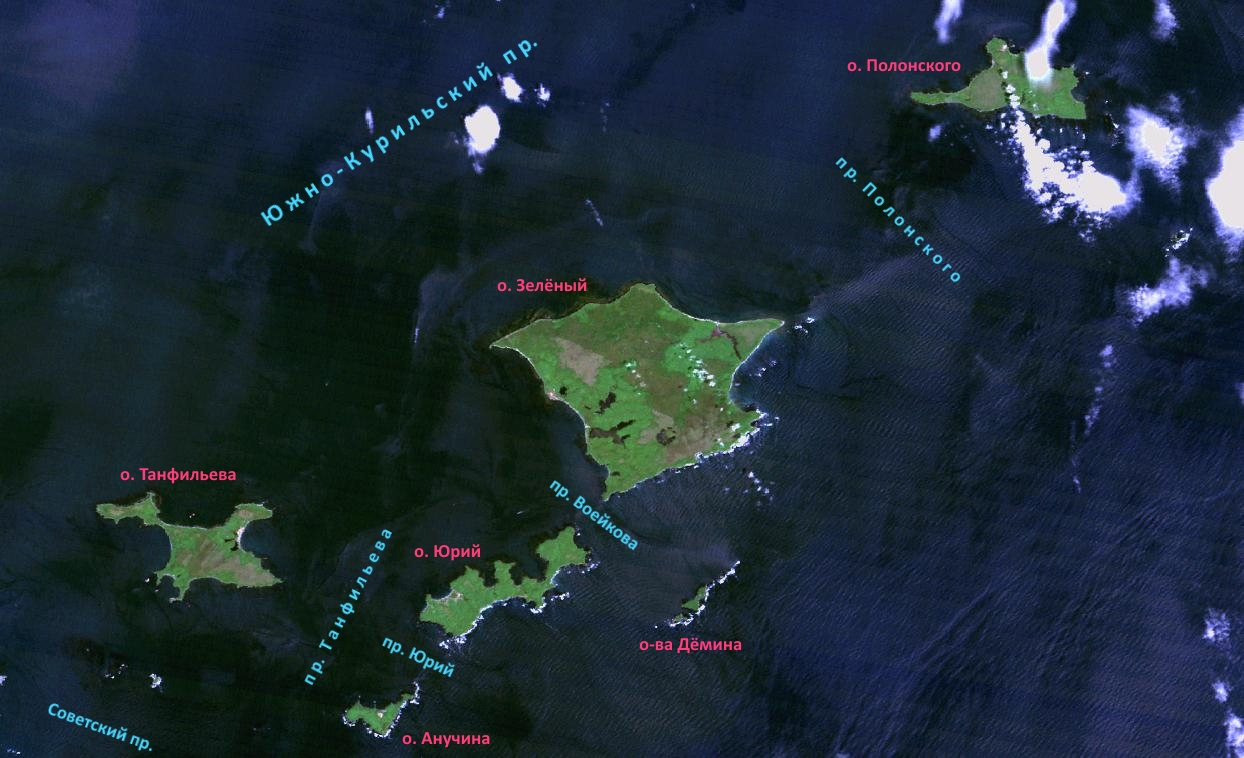
Острови Хабомай із супутнику
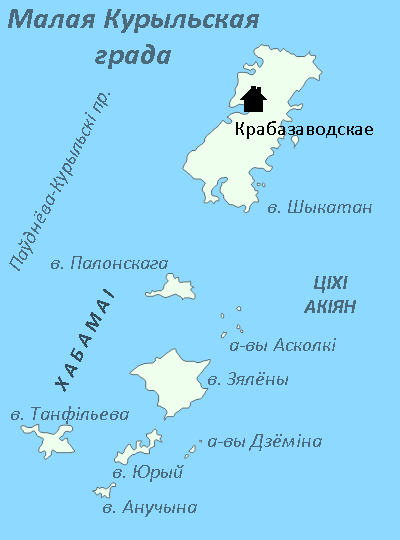
Мала Курильська гряда
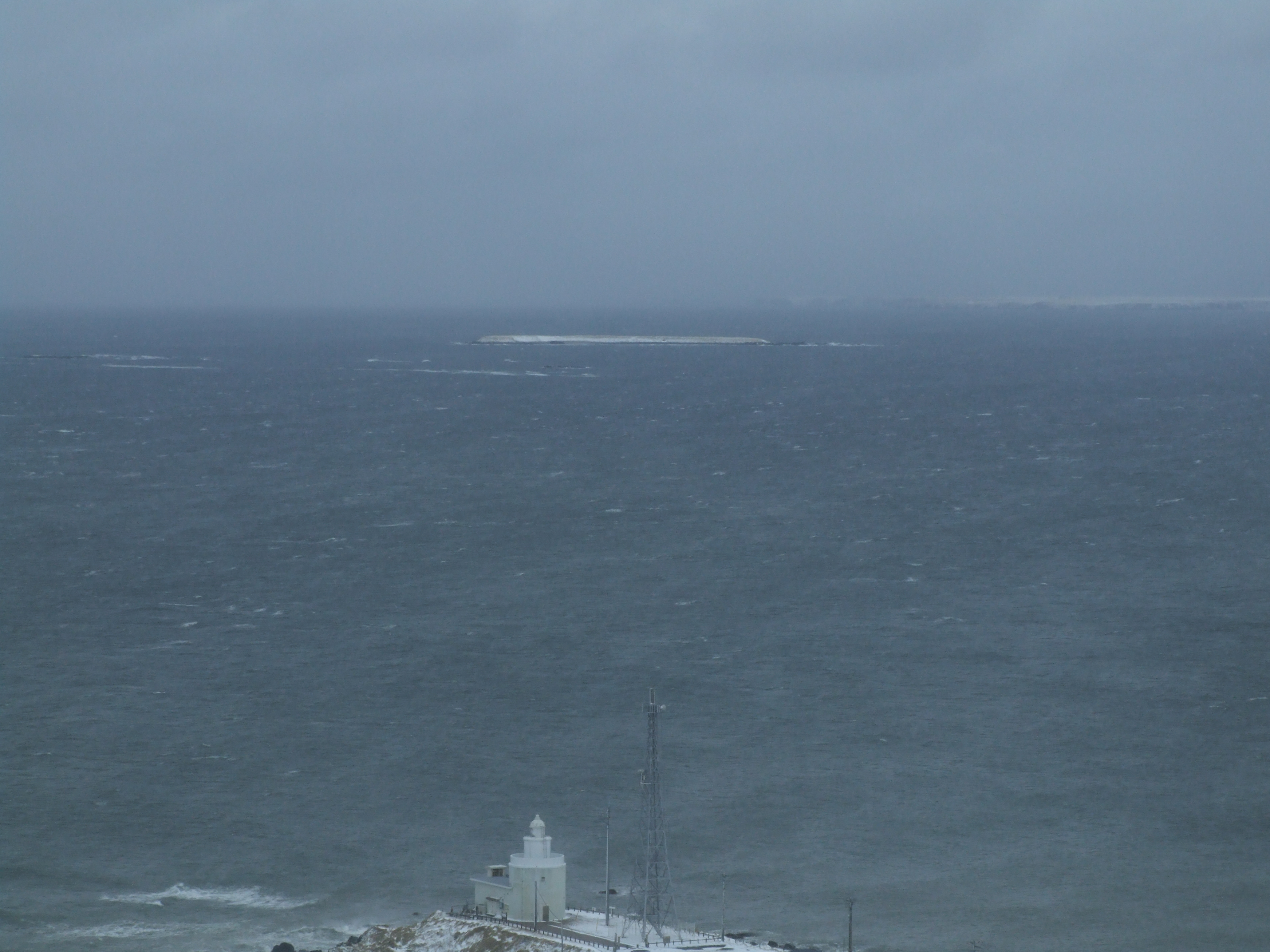
Вид на Хабомай з Хоккайдо
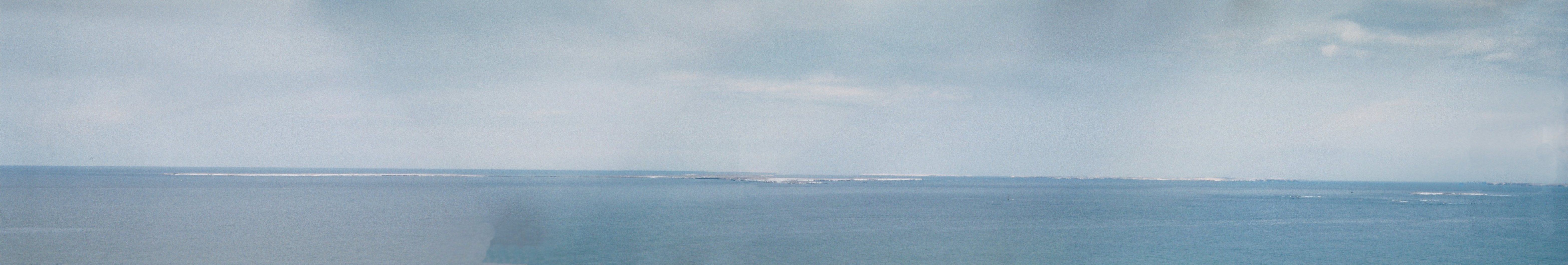
Панорама островів Хабомай. Вид з "Вежі Миру" на Хоккайдо, півострів Немуро (мис Носаппу) 26 березня 2005 року.

## Дивись також
Проблема Північних територій.